# Chiesa di Maria Regina Vallis Augustanae
La chiesa di Maria Regina Vallis Augustanae è la parrocchiale di Breuil-Cervinia, in Valle d'Aosta.

## Storia
La chiesa venne costruita nel 1955.

## Descrizione

### Interni
Gli interni custodiscono due pregevoli bassorilievi in legno, opera della scuola del Beato Angelico di Milano, raffiguranti la Madonna con Bambino e San Bernardo, patrono degli alpinisti e degli abitanti delle montagne.

### Esterni
La chiesa presenta una struttura a tre navate con campanile. Ai lati del portale sono collocati due busti in bronzo dedicati a figure significative per la comunità locale: Don Vietto e Don Sterpone, quest’ultimo ricordato per il suo lungo servizio come parroco di Breuil Cervinia, durato 40 anni.